# The gentlemen
|  | Denne artikel er oprettet af botten PalnaBot ud fra en ekstern database. Den kan derfor have sproglige fejl eller mangler. Denne skabelon kan fjernes efter kontrol af indholdet. |

The gentlemen er en dokumentarfilm fra 2009 instrueret af Janus Bragi Jakobsson.

## Handling
Et blik på tre unge mænd som mødes på en kaj, bygget til dem i et studie. Drengene fortæller om gamle bedrifter, anfægter deres guitarer og danner et band. Alt med øl og smøger ved hånden. Et generationsportræt.